# Sean Bury
Sean Bury (* 15. August 1954 in Brighton, Sussex) ist ein britischer Schauspieler, der mit Kinderrollen im Fernsehen, vor allem aber durch die Hauptrolle in Lewis Gilberts Liebesfilm Friends – Eine Liebesgeschichte (1971) und die Fortsetzung Paul und Michelle (1974) bekannt wurde.

## Leben
Mit neun Jahren bekam Bury ein Stipendium des Chors der Kathedrale von Winchester, wo er 1963/64 Internatsschüler und Sänger war. Anschließend erhielt er eine musikalische Förderung im College von Brighton. In London besuchte er die Corona Schauspielschule und sang im Chor der Westminister-Kathedrale. 1964 war er als Zehnjähriger an der Seite einer Deutschen Dogge in einer sechsteiligen Kinder-TV-Serie zu sehen (Achtung vor dem Hund, engl. Originaltitel Beware of the Dog). 1968 überzeugte er als leidgeprüfter Schüler Jute in der Film-Trilogie If... von Lindsay Anderson, in der das mitunter harte Leben im Schulalltag thematisiert wurde. Ein Jahr später hatte Bury einen kurzen Auftritt im amerikanischen Musical-Film Goodbye, Mr. Chips.
Eine erste Bühnenrolle erhielt er in Alan Bennetts West End Produktion Forty Years On. 1969/70 war er im Royal Bristol Theatre im Stück Poor Horace von William Fairchild über einen Marine-Kindergarten vor dem Zweiten Weltkrieg besetzt.
Seinen größten internationalen Erfolg feierte Bury 1971 in dem Liebesfilm Die jungen Liebenden, in dem er als aufsässiger 15-jähriger Schüler Paul Harrison zu sehen war, der aus reichen, aber einsamen Verhältnissen in Paris ausbricht und mit einer 14-jährigen Freundin in die Camargue flüchtet, um dort ein selbst bestimmtes Leben zu führen. Die Fortsetzung Paul und Michelle (1974), ebenfalls mit Bury in der Hauptrolle, war weniger erfolgreich. Seine Film-Karriere endete 1977 mit einem kurzen Auftritt als Soldat in der James-Bond-Produktion Der Spion, der mich liebte.
2004 teilte Bury mit, er arbeite mittlerweile als Pfleger von bedürftigen Menschen, womit er sehr wenig Geld verdiene, das Beste daran sei aber ohnehin deren Lächeln. Er sei glücklich, „beide, sehr unterschiedliche Welten“ kennen gelernt zu haben. Das Filmgeschäft drehe sich um Aufmerksamkeit, der Pflegeberuf sei beglückend und sehr viel ruhiger, aber beides biete interessante Möglichkeiten, Spaß und Herausforderungen.

## Zitat
Es ist unglaublich, dass ein Film mit einem derart kleinen Budget, den Anicée (Alvina) und ich das wunderbare Glück hatten vor so vielen Jahren zu machen, immer noch Aufmerksamkeit findet. Danke für all die Kommentare. Ich kann euch versichern, dass es viel Spaß machte, Die jungen Liebenden zu drehen, und es war eine Ehre, mit Lewis Gilbert zu arbeiten, der später noch einige super Filme produzierte. Ich werde mich immer an seine Worte nach der Preview erinnern: 'Sean', sagte er, als er mir die Hand schüttelte, 'es gibt nichts, für das du dich schämen müsstest...' Ich atmete erleichtert auf. Dann fügte er an: '...aber auch nichts, auf das du stolz sein könntest.' Einige arbeitsreiche Jahre als Nachwuchsschauspieler waren dahin!" – Sean Bury über seine Rolle in Die jungen Liebenden

## Filmografie

### Spielfilme
- 1964: Beware of the Dog (6 Folgen)
- 1968: if....
- 1971: Friends – Eine Liebesgeschichte
- 1971: Das Schreckenskabinett des Dr. Phibes
- 1973: Story of a Love Story
- 1974: Paul and Michelle
- 1977: James Bond 007 – Der Spion, der mich liebte

### Fernsehproduktionen
- 1969: ITV Playhouse (End of Story) (1 Folge)
- 1970: The Misfit (On Being British) (1 Folge)
- 1971: ITV Saturday Night Theatre (Fly on the Wall) (3 Folgen)
- 1971: Tom Brown’s Schooldays (3 Folgen)
- 1971: Sunday Night Theatre (First Sight)
- 1972: The Onedin Line (Bloody Week) (1 Folge)